# IS GIRL
IS GIRL은 중국의 5인조 걸그룹이다.

## 음반
- 星魔法学院 (2019)
- 就是女孩 (2021)